# Triomphez de vos soucis : vivez que diable !

Triomphez de vos soucis : vivez que diable !  (du titre original : How to stop worrying and start living) est un livre de développement personnel de Dale Carnegie, traduit en français par Max Roth aux éditions Flammarion, 1949 à partir de la toute première édition de 1944 par Simon & Schuster. Le livre a été réédité en 1968 puis en 1972.

## L'idée de cet ouvrage
Dans l’introduction de Triomphez de vos soucis : vivez que diable !, Dale Carnegie écrit qu’il « étai[t] peut-être l’homme le plus malheureux de tout New-York. »  et qu’il se rendait lui-même malade à cause de l’inquiétude parce qu’il détestait son statut social. Cette prise de conscience a fait développer sa ferme volonté de découvrir le moyen d’arrêter l’inquiétude.
L’objectif de ce livre est de guider les lecteurs vers une vie plus épanouie et joyeuse, ce qui les aiderait à devenir plus attentif, non pas uniquement envers eux-mêmes mais aussi envers autrui.  L’auteur tente de lister les fluctuations de la vie quotidienne afin que les lecteurs se focalisent sur les aspects les plus importants de leur vie.

## Parties
Ce livre traduit contient neuf parties (la version originale n’en compte que huit), ces chapitres proviennent de la traduction de l'édition de 1949.
- Mesures élémentaires de vos tourments
- Analyse systématique du tourment
- Comment briser l'assaut continuel de vos soucis avant que les soucis ne vous brisent
- Sept façons de cultiver une attitude susceptible de vous apporter la paix et le bonheur
- Gardez votre sérénité – en dépit de toutes les critiques
- Six manières de prévenir la fatigue et les soucis, de maintenir toujours son énergie et son courage
- Sachez choisir votre métier
- Comment limiter vos préoccupations financières
- Histoires Vécues

## Sources
- Club Positif
- Anxiété: Les tribulations d'un angoissé chronique en quête de paix intérieure, Scott Stossel, Place Des Editeurs, 2016.